# 証言 (アルバム)
『証言』（原題：Testimony）は、アメリカ合衆国のプログレッシブ・ロック・ミュージシャン、ニール・モーズが2003年に発表した、ソロ名義では3作目のスタジオ・アルバム。スポックス・ビアード脱退後としては初のソロ・アルバムに当たる。

## 解説
モーズはスポックス・ビアードのアルバム『スノー』（2002年）の制作前にボーン・アゲイン・クリスチャンとなり、最終的にスポックス・ビアードを脱退してソロ活動に転じた。本作は、モーズ自身がボーン・アゲイン・クリスチャンとなったことを題材としたコンセプト・アルバムとなっている。スペシャル・エディション盤ボーナスCDの収録曲「ザ・ファング…シングス!」は、本作に参加したマイク・ポートノイがボーカルを担当した、お遊びの曲である。
Thom Jurekはオールミュージックにおいて5点満点中4.5点を付け「マリリオン、イエス、ELP、初期ジェネシス、そして何よりスポックス・ビアードのファンには聴く価値がある」と評している。また、『CDジャーナル』のミニ・レビューでは「壮大な長編というより、再構築された小品集的な趣があるので、各所ごとに聴きどころ満載」と評されている。

## 収録曲
特記なき楽曲はニール・モーズ作。

### ディスク1

#### パート1
1. ザ・ランド・オヴ・ビギニング・アゲイン "The Land of Beginning Again" - 3:10
2. 序曲 一番 "Overture No. 1" - 5:57
3. カリフォルニア・ナイツ "California Nights" - 5:46
4. コールダー・イン・ザ・サン "Colder in the Sun" - 6:20
5. スリーピング・ジーザス "Sleeping Jesus" - 5:32
6. 間奏曲 "Interlude" - 1:56
7. ザ・プリンス・オヴ・ザ・パワー・オヴ・ジ・エアー "The Prince of the Power of the Air" - 2:43
8. ザ・プロミス "The Promise" - 2:52
9. ウェイステッド・ライフ "Wasted Life" - 6:49

#### パート2
1. 序曲 二番 "Overture No. 2" - 2:30
2. ブレイク・オヴ・デイ "Break of Day" - 6:55
3. パワー・イン・ジ・エアー "Power in the Air" - 5:03
4. ソンバー・デイズ "Somber Days" - 5:06
5. ロング・ストーリー "Long Story" - 5:35
6. イッツ・オール・アイ・キャン・ドゥ "It's All I Can Do" - 6:24

### ディスク2

#### パート3
1. トランスフォーメーション "Transformation" - 3:00
2. レディ・トゥ・トライ "Ready to Try" - 4:16
3. シング・イット・ハイ "Sing It High" - 4:47

#### パート4
1. ムーヴィング・イン・マイ・ハート "Moving in My Heart" - 3:06
2. アイ・アム・ウィリング "I Am Willing" - 6:28
3. イン・ザ・ミドル "In the Middle" - 2:26
4. ザ・ストーム・ビフォア・ザ・コーム "The Storm Before the Calm" - 7:31
5. トゥ・フィール・ヒム "Oh, to Feel Him" - 6:16
6. ゴッズ・テーマ "God's Theme" - 2:31

#### パート5
1. 序曲 三番 "Overture No. 3" - 1:05
2. リジョイス "Rejoice" - 2:28
3. ロード・マイ・ゴッド "Oh Lord My God" - 3:53
4. ゴッズ・テーマ "God's Theme 2" - 2:09
5. ザ・ランド・オヴ・ビギニング・アゲイン "The Land of Beginning Again" - 0:54

### スペシャル・エディション盤ボーナス・ディスク
1. ザ・ファング…シングス! "The Fang ... Sings!" - 0:18
2. チューズディ・アフターヌーン/ファインド・マイ・ウェイ・バック・ホーム "Tuesday Afternoon/Find My Way Back Home" (Justin Hayward / Steve Winwood) - 13:22

## 参加ミュージシャン
- ニール・モーズ - ボーカル、キーボード、ギター、ベース、パーカッション他
- マイク・ポートノイ - ドラムス、ボーカル
- ケリー・リヴグレン（英語版） - ギター(on "Long Story")
- ジョニー・コックス - ペダル・スティール・ギター
- クリス・カーマイケル - ヴァイオリン、ヴィオラ、チェロ
- エリック・ブレントン - ヴァイオリン、ヴィオラ、フルート
- デヴィッド・ヘンリー - チェロ
- バイロン・ハウス - コントラバス
- グレン・カルバ - パーカッション
- ジム・ホウク - サクソフォーン
- マーク・レニガー - サクソフォーン・ソロ(on "The Storm Before the Calm")
- ニール・ローゼンガーデン - トランペット
- ケイティ・ヘイガン - フレンチホルン
- Jerry Guidroz - 手拍子、サンプリング
- パメラ・ワード、アーロン・マーシャル、リック・アルタイザー - バックグラウンド・ボーカル
- テリー・ホワイト、ジーン・ミラー - バックグラウンド・ボーカル(on "The Promise", "Oh, to Feel Him", "Rejoice")